# مظفر شمس‌کاظمی
مظفر شمس‌کاظمی (زاده ۱۳۲۱ ۰ درگذشته ۱۳۹۳) دوبلور پیشکسوت ایرانی بود.وی از سال ۱۳۶۷ به صورت حرفه‌ای در دوبله آغاز به کار کرد و آقای مانی 
(محمد خواجوی‌ها)، غلام‌علی افشاریه و ایرج رضایی اساتید وی محسوب می‌شوند. شمس کاظمی در سال ۱۳۷۱ اجرای تلویزیونی صبح بخیر ایران را عهده دار بود.
از جمله گویندگی‌های ایشان که در یادها مانده، سریال فوتبالیست هاست که به جای مربی کاکرو صحبت می‌کردند.

## فیلمشناسی (به عنوان بازیگر)
- ابراهیم خلیل‌الله -۱۳۸۴
- بوی کافور، عطر یاس -۱۳۷۸

## گوینده
- لوکوموتیوران -۱۳۷۹

## درگذشت
شمس‌کاظمی از سال ۱۳۸۶ دچار بیماری آلزایمر شد و در دی ماه ۱۳۹۳ درگذشت.